# École nationale supérieure des sciences appliquées et de technologie de Lannion
Ne doit pas être confondu avec ENSSSAT.
L’école nationale supérieure des sciences appliquées et de technologie de Lannion (ENSSAT) est l'une des 204 écoles d'ingénieurs françaises accréditées au 1er septembre 2020 à délivrer un diplôme d'ingénieur.
Créée en 1986 comme composante de l'Université de Rennes, située à Lannion (Côtes-d’Armor), elle fait partie des écoles affiliées à l'Institut Mines-Télécom depuis janvier 2014.
L’école est par ailleurs membre de la Conférence des grandes écoles, de la Conférence des grandes écoles de Bretagne, de la Conférence des directeurs des écoles françaises d'ingénieurs et du Pôle Image et Réseaux.

## Historique

### Contexte
La création d'une école d'ingénieurs à forte composante télécom à Lannion s'inscrit dans la continuité de l'implantation d'une antenne du Centre National d'Etudes des Télécommunications (aujourd'hui Orange Labs) dans cette commune en 1960 (ainsi que d'autres entreprises du secteur à sa suite), sous l'impulsion de Pierre Marzin.

### Nom de l'école
L'école a été créée en 1986 comme composante de l'université de Rennes 1. Son nom initial est « École nationale supérieure des sciences appliquées et de technologie de Lannion, Rennes-I », le journal officiel de la République française utilisant principalement le nom « École nationale supérieure de sciences appliquées et de technologie de Lannion ».

### Campus
L'école est implantée depuis sa création dans l'ancien hôpital Sainte-Anne attenant au monastère du même nom. Son déménagement au nord de la commune, à proximité de l'Institut Universitaire de Technologie et des sites des différentes entreprises de télécoms (Orange Labs, Nokia...), est en discussion depuis 2023,.

### Historique des directeurs
Jacques Wolf a été le premier directeur de 1986 à 1994, puis Jean Seguin jusqu'en 1999 suivi de Joël Crestel jusqu'en 2009, puis de Jean-Christophe Pettier jusqu'en 2019.
Marie-Catherine Mouchot est la directrice depuis janvier 2020.

## Enseignement et recherche

### Admissions
Les candidats sont admis en 1re année du cycle d’ingénieur via le concours Mines-Télécom pour les étudiants en CPGE (MP, MPI, PC, PSI, PT, TSI, ATS), sur titre (dossier + entretien) pour les techniciens supérieurs (DUT/BUT, BTS), L2-L3 et M1. Il est également possible d'intégrer l'Enssat en 2e année du cycle d’ingénieur, sur titre (dossier + entretien), ou encore sur dossier pour les titulaires d'une première année de master (M1) ou d'un diplôme étranger équivalent.

### Scolarité
La durée de la scolarité est de trois ans. Les étudiants ont la possibilité d'étudier à l'étranger à partir du 2e semestre de la 2e année. Un stage en entreprise de 40 semaines est obligatoire.
La 3e année est personnalisable:
À l'Enssat :
- un contrat d’alternance en entreprise sous la forme d'un contrat de professionnalisation ;
- un master recherche (dans l'une des 3 spécialités de l'école) ;
- en parallèle avec un master administration des entreprises (avec l'IGR-IAE de Rennes) ;
- un projet technologique en laboratoire de recherche ou en partenariat avec une entreprise.

Hors de l'Enssat :
- un semestre académique à l’étranger dans l’une des nombreuses universités partenaires, ou hors universités partenaires ;
- Master sciences et technologies de l'information et de la communication avec l'USTH ;
- un master Sciences et Numérique pour la Santé avec l'université de Montpellier ;
- un semestre académique dans une école partenaire de l'Institut Mines-Télécom (IMT).

### Spécialités
Les élèves-ingénieur·e·s sont répartis en trois spécialités : Informatique, Photonique (sous statut étudiant ou apprenti), Systèmes Numériques (sous statut étudiant). 

### Pôle de recherche
Les enseignants-chercheurs effectuent leurs travaux de recherche à l’Enssat dans les laboratoires suivants :
- laboratoire lannionnais de l’Institut de recherche en informatique et systèmes aléatoires (IRISA), UMR CNRS/université de Rennes I/INSA Rennes/Antenne de l'ENS Cachan ;
- Foton (UMR CNRS/université de Rennes-I) ;
- Traitement des signaux et images multi-composantes & multi-modales (IETR).

## Personnalités liées

### Ingénieurs, administratifs, techniciens, ouvriers et personnel de service (IATOS)
- Philippe Quémerais[10], champion du monde par équipe de canoë, 5e aux Jeux olympiques d'Athènes.

### Enseignants, anciens élèves
- Matthieu Beucher (ingénieur Enssat / université de Rennes 1, promotion 2004 en électronique) : après avoir créé la société Regards (implantée en 2009 à Rennes), il apporte une innovation mondiale avec Klaxoon, une suite d’outils en ligne et collaboratifs pour dynamiser les réunions en équipe, disponible via l’application ou une page web (https://klaxoon.com/).